# Thérésia Cabarrus

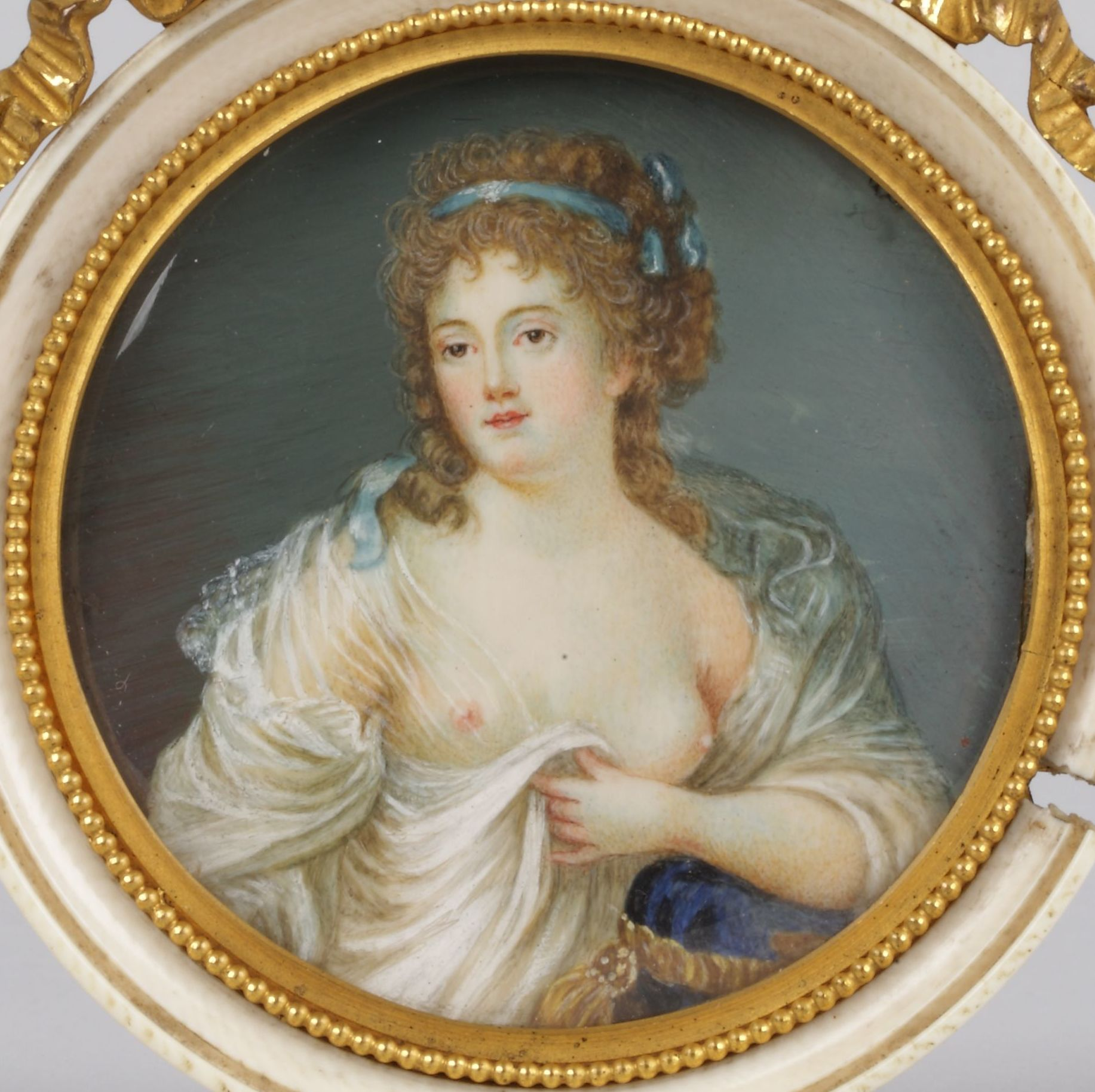
Anoniem miniatuurportret op ivoor

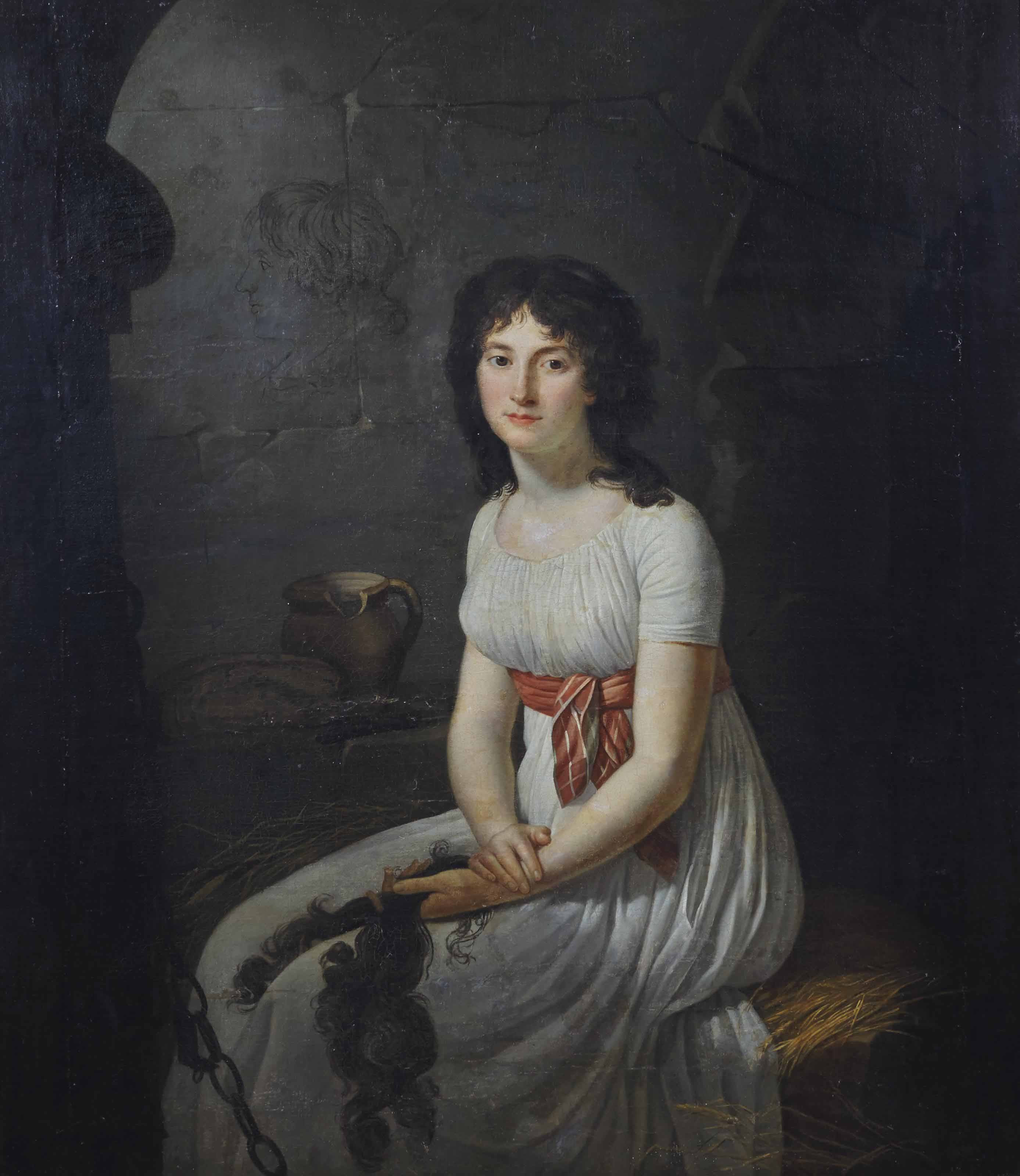
Citoyenne Tallien in een cel in La Force (Jean-Louis Laneuville, 1796). De schilder beeldde haar af in gevangenschap terwijl ze zich voorbereidde op executie, met een afgesneden haarlok in de linkerhand. Op de muur heeft ze, zoals velen denken, een portret van haar geliefde, Jean-Lambert Tallien, getekend.

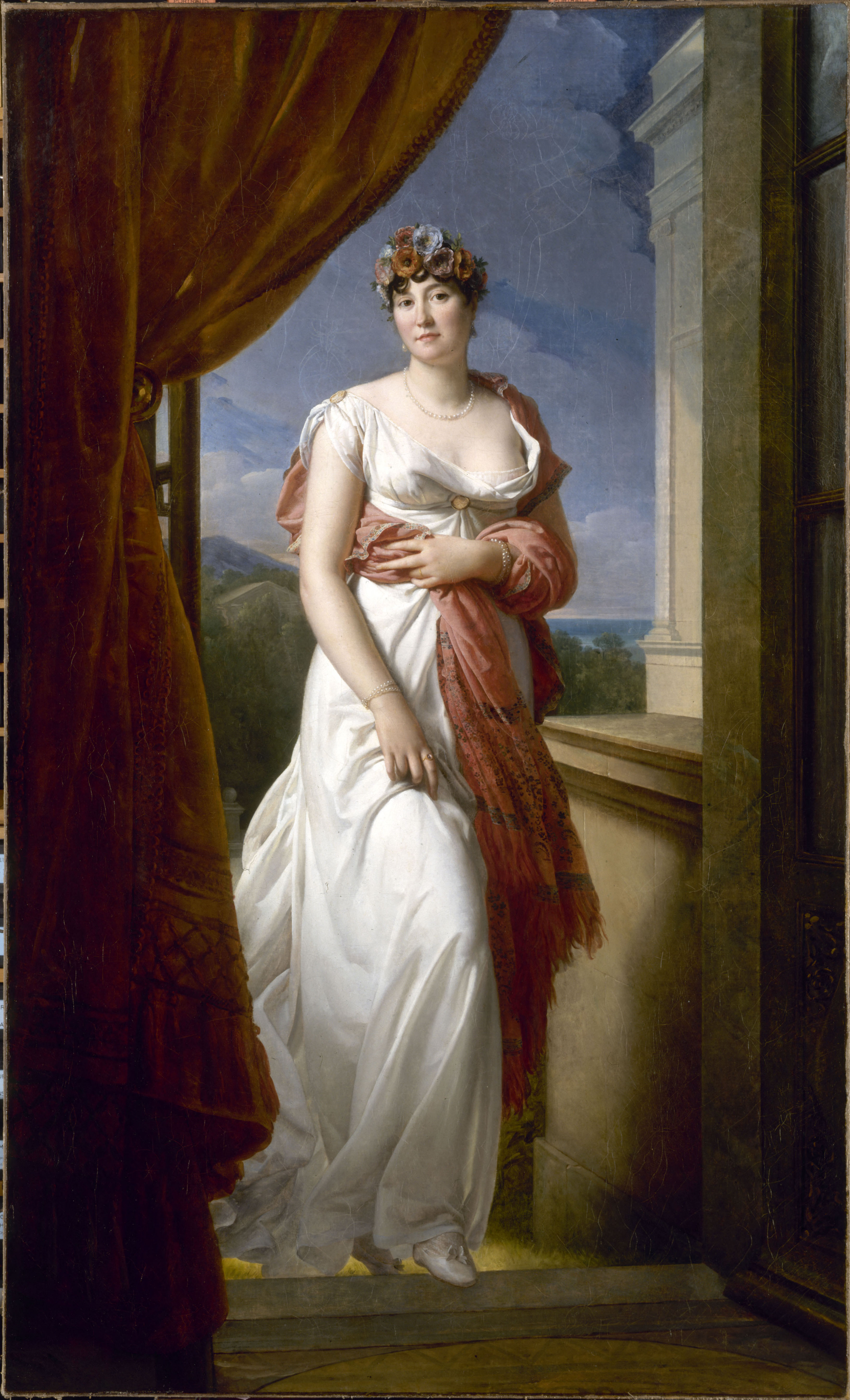
Portret van Thérésia Cabarrus door François Gérard (1804)

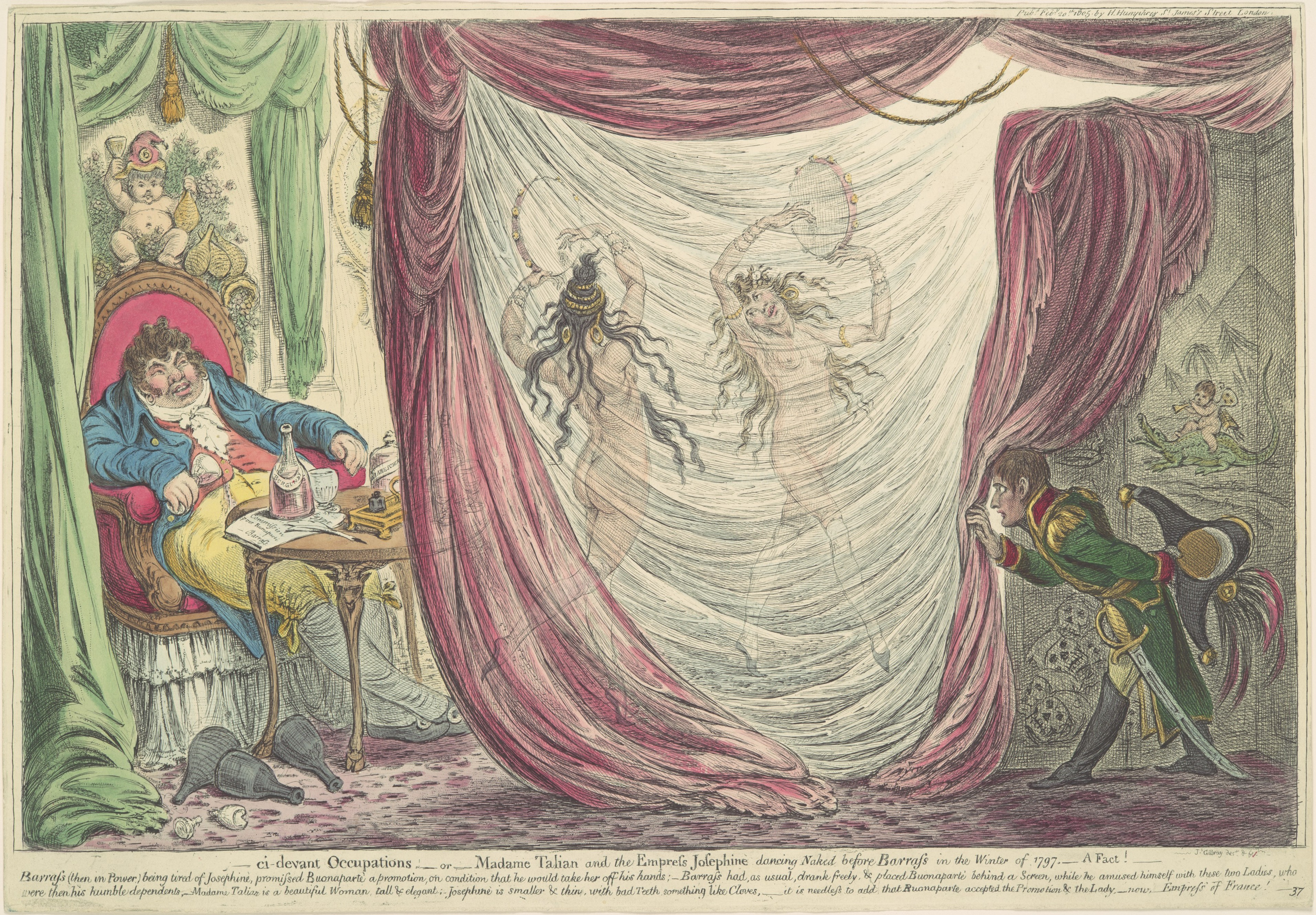
Deze Engelse spotprent uit 1805 laat Madame Tallien en Joséphine in 1797 dansen voor Barras

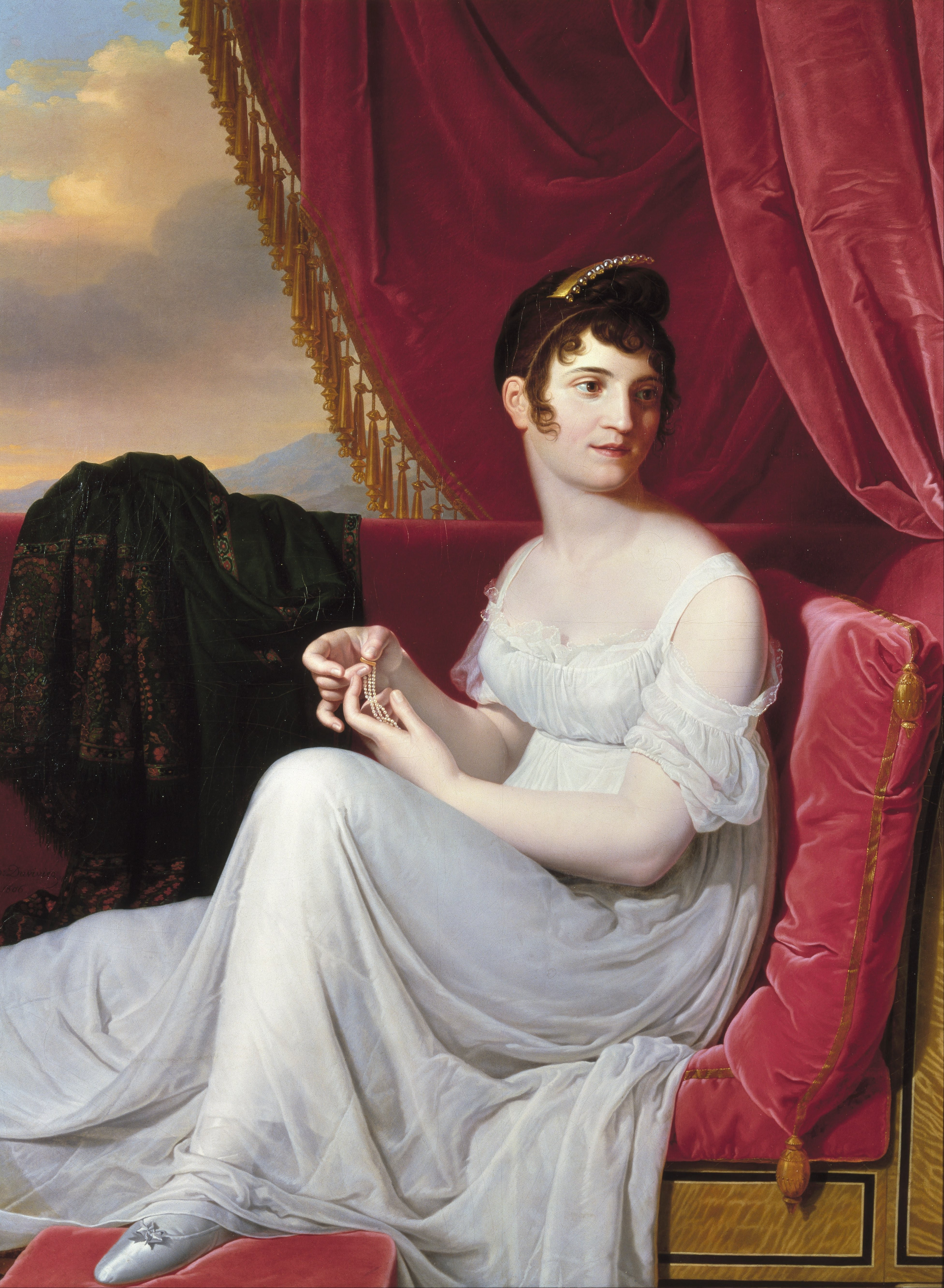
Portret van de prinses van Chimay (Jean-Bernard Duvivier, 1806)

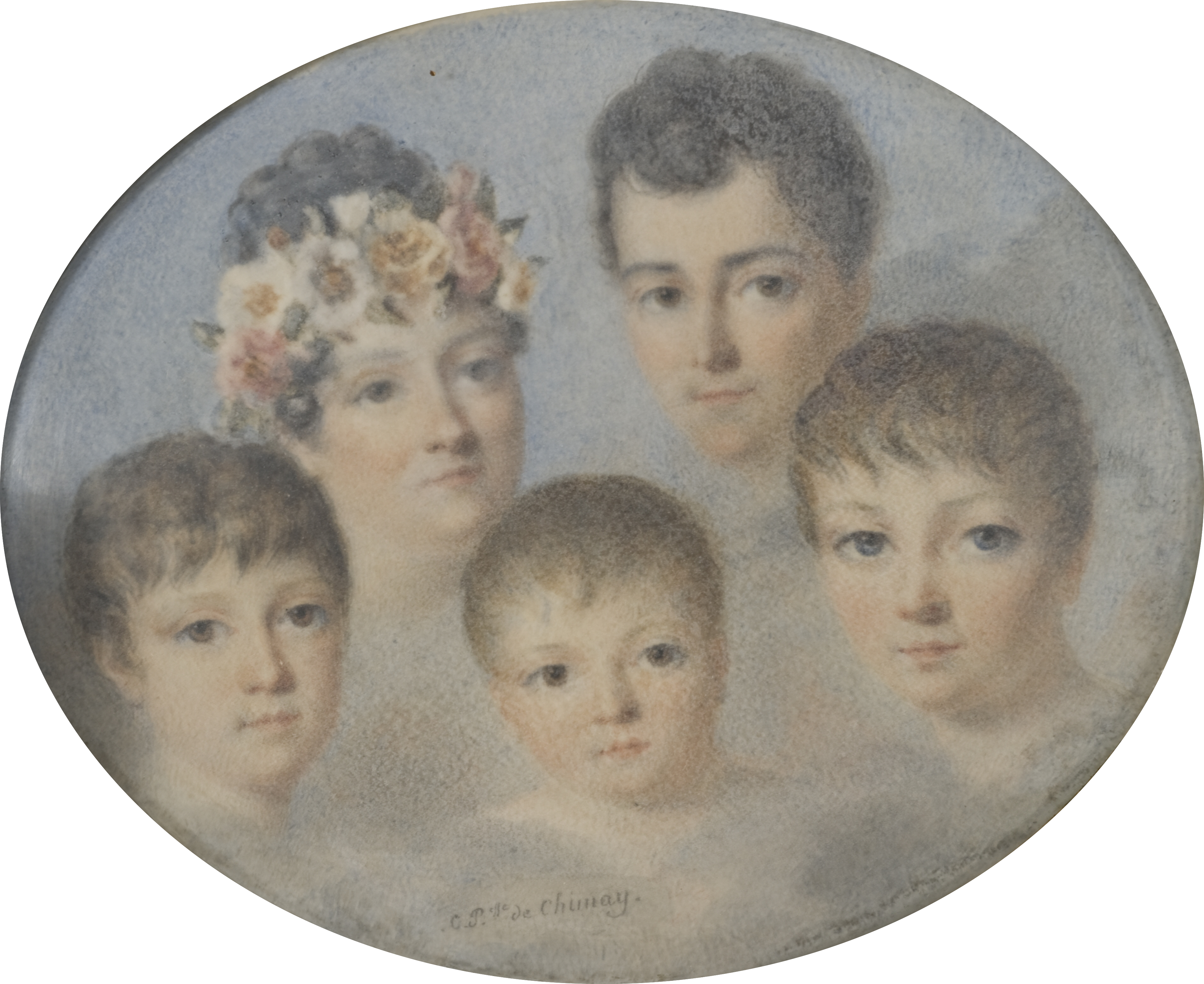
Op deze zelfgemaakte miniatuur beeldde Cabarrus zich af met haar derde echtgenoot en met hun kinderen Joseph, Alphonse en Marie-Louise.

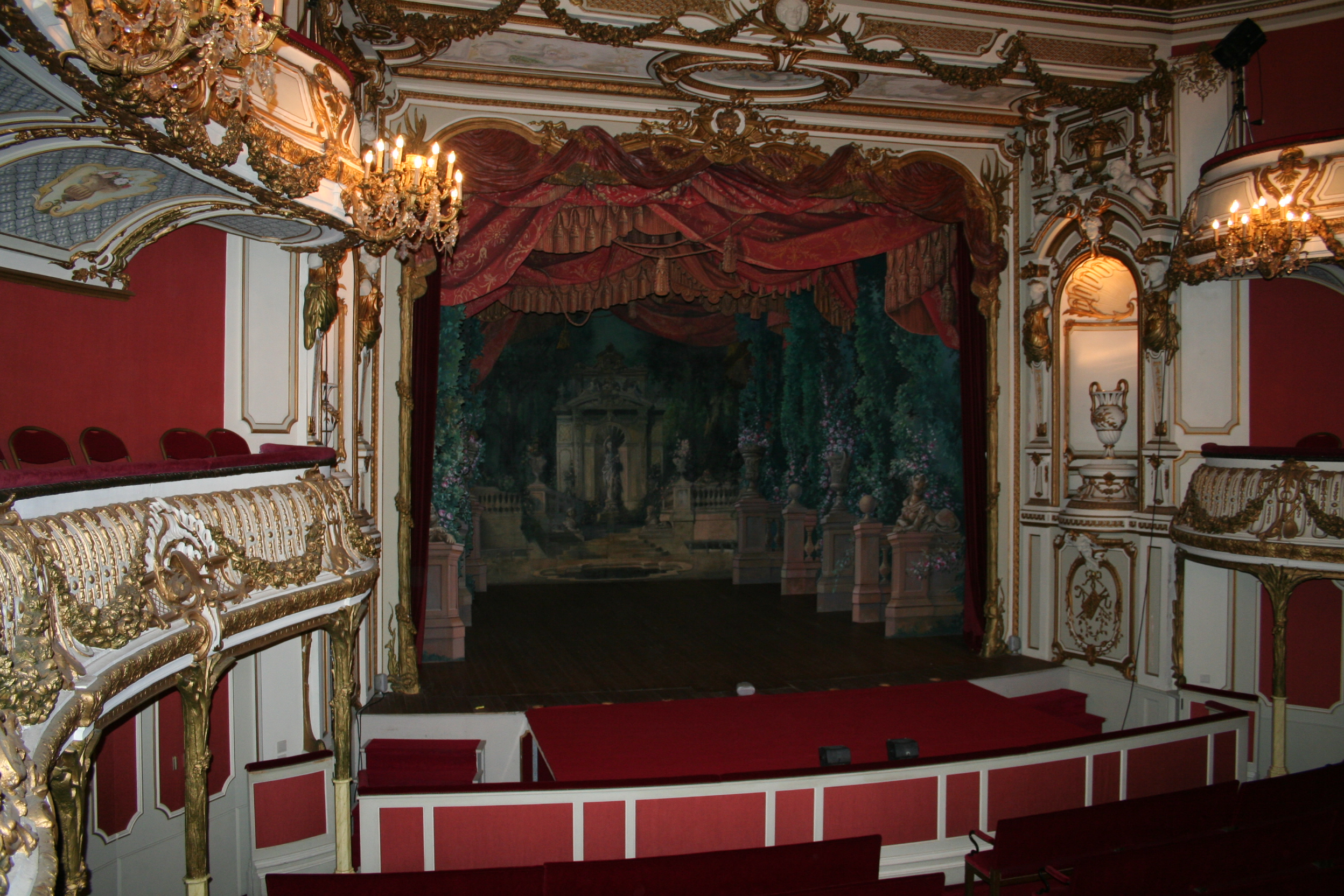
Het Théatre de Madame Tallien in het kasteel van Chimay

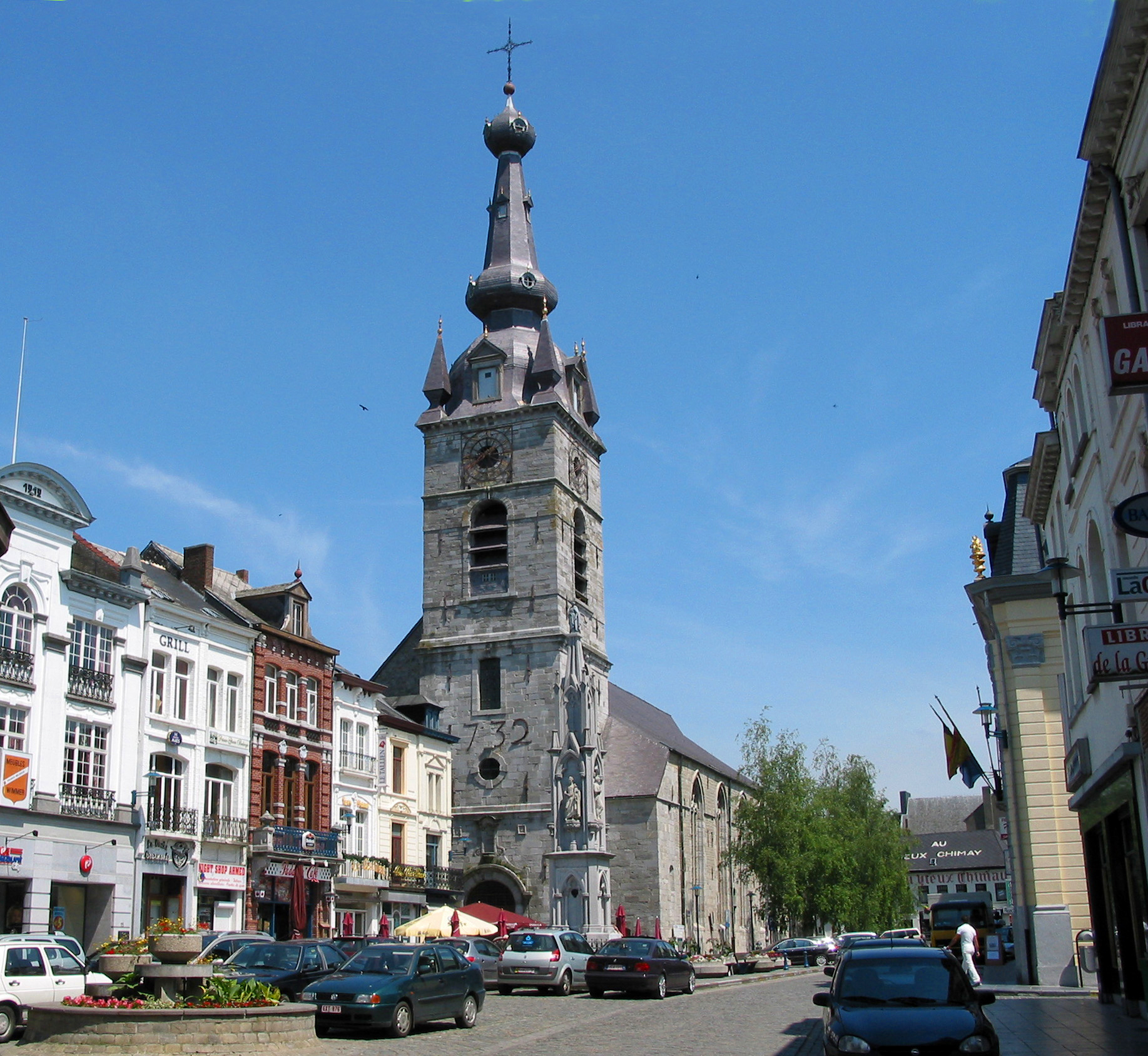
Standbeeld van Cabarrus op de Prinsenfontein in Chimay en kerk waar ze begraven is

Thérésia Cabarrus, geboren Juana María Ignacia Teresa de Cabarrús y Galabert (Carabanchel, 31 juli 1773 – Chimay, 15 januari 1835), ook bekend als Madame Tallien en Notre-Dame de Thermidor, was een societyfiguur die vooral in de jaren 1794-1799 grote invloed had op de politiek en de mode van het revolutionaire Frankrijk. Ze was de geliefde en echtgenote van vooraanstaande personen. In het tweede deel van haar leven was ze prinses van Chimay.

## Afkomst
Thérésia was de dochter van de financier François Cabarrus (1752-1810) en diens vrouw Maria Antonia Galabert Casanova. Aan vaderskant was haar familie Frans met Spaanse roots. Vader Cabarrus liet zijn gezin en zichzelf in 1781 naturaliseren tot Spanjaard, wat niet verhinderde dat hij in 1786 werd geadeld in Frankrijk. Omwille van zijn relaties met Frankrijk huwelijkte hij op 21 februari 1788 de veertienjarige Thérésia uit aan de puissant rijke Jean-Jacques Devin (1762-1817), markies van Fontenay. Ze verhuisde naar Parijs en vermaakte zich aan het hof van Lodewijk XVI.
In lijn met haar verlicht-liberale opvoeding volgde de jonge markiezin met grote belangstelling de Franse Revolutie. De Fontenays socialiseerden met ruimdenkende edellieden uit families als de Lameth en Le Peletier de Saint-Fargeau. Ze had een affaire met Félix Le Peletier, die volgens een chroniqueur de vader zou zijn van haar in 1789 geboren zoon Théodore. In 1791 werd ze aangevallen door het satirische blad La Chronique scandaleuse, dat "Mme de Font..." in een verzonnen dialoog afschilderde als libertijns en politiek radicaal. Haar echtgenoot was de gebeurtenissen niet genegen en verliet Frankrijk in 1791 voor een royalistisch emigrantenbolwerk. Ze maakte gebruik van de nieuwe echtscheidingswet om in april 1793 haar huwelijk te beëindigen.

## Madame Tallien
De negentienjarige Cabarrus verliet Parijs en vestigde zich met haar zoontje in Bordeaux. In haar appartement schilderde ze (er zijn aanwijzingen dat ze les kreeg van Jean Baptiste Isabey). De Federalistische opstanden en de Verdachtenwet zorgden voor een uitermate gespannen situatie in de stad. Ze moet getwijfeld hebben om naar haar familie in Spanje te verhuizen, want op een gegeven moment bevond ze zich in de Pyreneeën. Er is enig bewijs dat ze ook is aangehouden, maar dan moet ze in elk geval vlug zijn vrijgelaten.
Het jakobijnse conventielid Jean-Lambert Tallien, dat als vertegenwoordiger op missie de repressie tegen de federalisten van Bordeaux kwam voeren, raakte onder de invloed van haar charme en werd haar geliefde. Ze temperde zijn vervolgingsijver. Onder haar invloed konden edelen naar het zuiden emigreren en werden nogal wat verdachten in vrijheid gesteld. Dit deed niets af van haar revolutionaire overtuigingen. Ze begon een salpeterfabriek voor de productie van buskruit. Voor de viering van de herovering van Toulon schreef ze een toespraak over het onderwijs, die op 31 december 1793 werd voorgelezen in de Tempel van de Rede (fr). In april 1794 stuurde ze vanuit de jakobijnse Club national de Bordeaux een petitie naar de Conventie over hetzelfde thema. Daarin onderzocht ze de plaats van vrouwen in de republiek en pleitte ze ervoor hen in publieke scholen en ziekenhuizen te laten werken als leraressen en verpleegsters.
Toen Tallien in maart 1794 vanwege "gematigdheid" door het Comité de salut public werd teruggeroepen, volgde ze hem naar Parijs. Het was Robespierre niet ontgaan dat door de tussenkomst van de "ex-adellijke" veel vijanden vrijuit waren gegaan. Op 30 mei ondertekende de Onomkoopbare haar arrestatiebevel en werd ze overgebracht naar de vrouwengevangenis van Petite-Force. Van daar ging het naar de Carmes, waar ze kennis maakte met Joséphine de Beauharnais.
Op 25 juli spoorde ze Tallien met een gesmokkeld bericht aan alles in het werk te stellen om haar te redden van executie. Daarop nam hij het voortouw in de oppositiegroep rond Fouché, Barras, Carrier, Fréron, Billaud-Varenne en Collot d'Herbois. Twee dagen later, op 9 thermidor, wierpen ze het robespierraanse bewind omver. Later zou Cabarrus met trots terugkijken op haar motiverende rol in het beëindigen van de Terreur: aan een blinde vriend schreef ze dat het "een beetje door haar kleine hand [was] dat de guillotine omver is geworpen".
Ze werd in vrijheid gesteld en gevierd als Notre-Dame de Thermidor. Op 26 december 1794 trouwde ze met haar redder Tallien en het volgende jaar beviel ze van hun dochter. In maart 1795 had hij haar alweer verlaten om het Westelijke leger te vervoegen. Vervolgens nam hij deel aan de Expeditie van Napoleon naar Egypte en raakte hij voor jaren in Britse gevangenschap.

## Onze-Lieve-Vrouw van Thermidor
Na de jakobijnse strengheid waren de zeden van de thermidorianen en het Directoire losser. Genot- en praalzucht waren niet meer uit den boze. In de subcultuur van incroyables en merveilleuses werd decadent en gek gedaan. Madame Tallien, zoals ze bekend stond, nam volop deel en cultiveerde haar schoonheid en erotische uitstraling om aanzienlijke invloed uit te oefenen. Samen met haar vriendin Joséphine de Beauharnais zette ze de trend van de neo-Griekse modestijl. Ze droegen hun haar kort en krullend, en kleedden zich in transparante stoffen van antieke snit. Ze deelden een voorkeur voor sieraden, zijde en kant en stonden bekend om hun behulpzaamheid en vriendelijkheid. In deze periode liet ze ook een opmerkelijk portret maken over haar gevangenschap en bijna-executie.
Het huis van Madame Tallien bij de Champs-Elysées (Allée des Veuves 31) was een van de belangrijkste ontmoetingsplaatsen in het laat-revolutionaire Frankrijk. Deze quasi-landelijke Chaumière liet ze binnen somptueus decoreren in antieke stijl. Ze hield er feesten en ontving in haar salon nieuw-rijke speculanten, bankiers, legerleveranciers, officieren, parlementsleden, aristocraten en kunstenaars. Bij het gewone volk kreeg ze vanwege haar extravagantie en frivoliteit de pejoratieve bijnaam "Koningin van het Directoire". Ook in de boulevardpers werd ze soms hard aangepakt op haar vermeende decadentie en politieke macht.
Als een echte beroemdheid kon Madame Tallien nergens komen zonder alle aandacht naar zich toe te zuigen. Ook haar amoureuze avonturen werden druk becommentarieerd. Op de avances van de opkomende generaal Napoleon Bonaparte ging ze niet in. Ze werd de minnares van de nieuwe sterke man Paul Barras. Toen zijn ster in de herfst van 1798 taande, begon ze een verhouding met de bankier Gabriel-Julien Ouvrard (1770-1846). Hij gaf haar een huis in de Rue de Babylone en huurde een luxueus kasteel in Le Raincy. Met hem kreeg ze verschillende kinderen.
Onder het Consulaat verloor Cabarrus haar toonaangevende positie. Haar reputatie strookte niet met de respectabiliteit die Eerste Consul Bonaparte tot het nieuwe ideaal maakte. Bovendien had hij andere redenen om haar op afstand te houden. Wat ook niet hielp, was het pornografische werk dat de markies de Sade in 1800 publiceerde: Zoloé en haar trawantes, of Enkele episodes uit het leven van drie mooie vrouwen. Bonaparte, aan wie het was opgedragen, herkende erin een lasterlijke voorstelling van Joséphines relatie met Thérésia. Hij liet Sade opsluiten in Sainte-Pélagie en verbood zijn vrouw Joséphine de omgang met Thérésia.

## Chimay
In april 1802 scheidde Cabarrus officieel van Tallien. Om deze reden werd ze definitief uit het keizerlijk hof verwijderd. Joséphine kreeg van keizer Napoleon opnieuw het dwingende bevel geen enkel contact meer te hebben met haar "eerloze en liederlijke" vriendin. Deze keer werd het werkelijkheid. In augustus 1805 hertrouwde Cabarrus met de hoogadellijke cavalerieofficier François-Joseph de Riquet, graaf van Caraman. Hij werd kort daarna prins van Chimay. Hoewel Thérésia een kerkelijk huwelijk mogelijk had gemaakt door haar echtverbintenis met Fontenay nietig te laten verklaren door kardinaal de Belloy, werd ze niet geaccepteerd door haar schoonfamilie.
Thérésia trok zich terug uit het Parijse leven en wijdde zich aan de opvoeding van haar elf kinderen. Van 1815 tot haar dood in 1835 woonde ze met haar gezin in Brussel en op het kasteel van Chimay. Aan het hof van Willem I der Nederlanden was ze echter niet welkom, en later evenmin bij Leopold I van België. In Chimay liet ze een theater bouwen en een paviljoen aan het Meer van Virelles. Ze organiseerde er een klein maar zeer gecultiveerd hofleven en patroneerde musici als Daniel Auber, Charles de Bériot, Luigi Cherubini, Rudolphe Kreutzer en Maria Malibran. Ook nam ze deel aan het Atelier des dames van de schilder François-Joseph Navez. Haar laatste levensjaren bracht ze door in bitterheid en verveling.
Ze is begraven in de Sint-Petrus-en-Pauluskerk van Chimay. Haar standbeeld prijkt op de neogotische Prinsenfontein die in 1852 is opgericht op het marktplein, naar een ontwerp van Willem Geefs.

## Nakomelingen
Thérésia Cabarrus baarde in totaal twaalf kinderen.
Met Jean-Jacques Devin (1762-1817), markies van Fontenay had ze een zoon genaamd Antoine François Julien Théodore Denis Ignace de Fontenay (1789-1815). Mogelijk was de biologische vader Ferdinand Louis Félix Le Peletier.
Uit haar huwelijk met Jean-Lambert Tallien kreeg ze Rose Thermidor Laure Josephine Tallien (1795-1862). Ze had de voornaam van haar doopmeter Rose de La Pagerie, beter bekend als Joséphine de Beauharnais.
De affaire met Paul Barras leidde tot de geboorte van Francis Barras (1797-1833).
Met Gabriel-Julien Ouvrard had ze vijf buitenechtelijke kinderen:
1. Clémence Isaure Thérésia Cabarrus (1800-1884)
2. Jules Adolphe Edouard Cabarrus (1801-1870)
3. Clarisse Gabriella Thérésia Cabarrus (1802-1877)
4. Auguste Stéphanie Coralie Thérésia Cabarrus (1803-1888)
5. Elisabeth Gabrielle Cabarrus (1804-1857)

Binnen haar huwelijk met François-Joseph de Riquet de Caraman Chimay werden geboren:
1. Joseph Philippe (1808-1886), 17e prins van Chimay
2. Michel Gabriël Alphonse Ferdinand (1810-1865)
3. Marie-Louise (1813-1814)
4. Marie Auguste Louise Thérèse Valentine (1815-1876)

## Publicaties
- Discours sur l'éducation, 1793 (afgedrukt in Ferrus, p. 128-131)
- Adresse à la Convention nationale sur l'éducation, 1794 (afgedrukt in Ferrus, p. 232-234)
- Œuvre de la Princesse de Chimay, 1816

## Voetnoten
1. ↑  Amy Freund, Portraiture and Politics in Revolutionary France, 2014, p. 132
2. ↑  Amy Freund, Portraiture and Politics in Revolutionary France, 2014, p. 135
3. ↑  Bouyssy 2006, p. 137-142
4. ↑  Brief van 25 oktober 1824 aan Charles de Pougens: Le lendemain, c'était le 9 thermidor, le plus beau jour de ma vie, puisque c'est un peu par ma petite main que la guillotine a été renversée.
5. ↑  Amy Freund, Portraiture and Politics in Revolutionary France, 2014, p. 158
6. ↑  Bouyssy 2006, p. 131

- Bibsys: 1009520
- Biblioteca Nacional de España: XX1517747
- Bibliothèque nationale de France: cb12524415t (data)
- Catàleg d'autoritats de noms i títols de Catalunya: 981058614686206706
- CiNii: DA16120136
- Gemeinsame Normdatei: 119549123
- International Standard Name Identifier: 0000 0001 2119 4789
- Library of Congress Control Number: n87111916
- Bibliotheek van het Japanse parlement: 00863584
- Nationale Bibliotheek van Tsjechië: jo20201087257
- Nationale Bibliotheek van Israël: 987007268855305171
- Nationale Bibliotheek van Polen: a0000001213409
- Nederlandse Thesaurus van Auteursnamen: 07312043X
- SNAC: w64b3d12
- Système universitaire de documentation: 028150805
- Virtual International Authority File: 7497990
- WorldCat: E39PBJbxDXM4p9JvcffgyGJJjC